# Жаринцева, Надежда Алексеевна
Надежда Алексеевна Жаринцева (1870—1930) — переводчица, популяризатор русской культуры в Англии, журналист, автор книг и статей по воnросам педагогики.

## Биография
В середине 1880-х годов стала гражданской женой генерал-майора Д. Ф. Жаринцева; отсюда её литературное имя. Главное место в литературной деятельности Жаринцевой занимают переводы из Дж. К. Джерома, который писал, что ей он «обязан своей известностью в России» (1926). Переводы делались с корректур, присылаемых ей Джеромом до выхода оригинала в Англии.
В книгу «Английские рассказы» (СПб., 1900) вошли, помимо произведений Джерома, переводы из Р. Киплинга, Лилиан Белл, У. Олдена, М. Корелли, Г. Геддона, Снепдера, У. Джейкобса, А. Кэмбриджа, Л. Грехта, С. Гарди, Э. Тернера.
Переехала в Англию (1901), где в 1897 году учился в школе Дж. Бэдли её сын. Жаринцева ухаживала за парализованным мужем и содержала семью на литературные заработки и доходы с меблированных комнат для русских. Общение с учителями школы способствовало созданию
педагогических книг: «Как всё на свете рождается. Письмо детям» (СПб., 1905) и «Объяснение полового вопроса детям. Письмо к некоторым русским родителям» (СПб., 1905). В книгах «Новая школа в Англии и в России» (СПб., 1901) и «Письма из Англии» (1906, 1907, 1908) Жаринцева критиковала отечественную систему образования и воспитания. В очерках «Церковь и дети» и «Религия в Бидэльской школе», вошедших в «Письма из Англии», Жаринцева, считая «преподавание церковных догматов вредным для детского ума», ссылалась на опыт школы Дж. Бэдли, где уроки Закона божьего были заменены чтением Л. Н. Толстого(.